# Marianne Gaarden
Marianne Gaarden (født 4. februar 1964) er pr. 1. september 2017 Lolland-Falsters Stifts 21. biskop, hvor hun efterfulgte Steen Skovsgaard. Hun blev valgt ved bispevalget i foråret 2017 som stiftets første kvindelige biskop.  Hun blev bispeviet 10. september 2017.
Hun stammer fra Brønderslev, hvor hun blev student fra Brønderslev Gymnasium i 1983. Hun tog efterfølgende til Barcelona for at studere på en kunstskole, hvilket hun afsluttede i 1990. Derefter begyndte at læse teologi ved Københavns Universitet, hvorfra hun var færdiuddannet i 2005. Samme år blev hun færdig på Pastoralseminariet i København.
Hun har rådgivet om kræft, holdt oplæg og foredrag over hele verden, samt holdt workshops for præster. Hun har desuden været sognepræst ved Frederiksborg Slotskirke og ved Præstø og Skibinge kirker 2007-2010.  Derudover har hun fungeret som underviser, konsulent, forfatter og forsker. I 2014 forsvarede hun en ph.d. om prædikenlære. Ved årsskiftet 2014/2015 blev hun ansat som teologisk konsulent ved Helsingør Stift.

## Bispevalget
Første runde blev afholdt i maj, hvor der var fire kandidater. To af kandidaterne gik videre til anden valgrunde:  Marianne Gaarden og Christina Rygaard Kristiansen. En sognepræst og en provst røg ud i første runde. I anden valgrunde (hvor der var en stemmeprocent på 88,3) blev Marianne Gaarden valgt til ny biskop.